# Stella Rossa tipp3
Stella Rossa tipp3 ist eine österreichische Fußballmannschaft, die erstmals 1998 als Hobbymannschaft beim österreichischen Street Soccer Cup spielte. Heute spielt Stella Rossa tipp3 als Verein in der 1. ÖFB Futsal-Liga.
Stella Rossa entwickelte sich in den folgenden Jahren weiter und spielte überwiegend auf Beachsoccer Turnieren. Als Anfang der 2000er Jahre Futsal eine zunehmende Verbreitung in Österreich fand, nahm Stella Rossa mit einigem Erfolg daran teil. Hauptsponsor des Teams ist seit 2002 der Wettanbieter tipp3.
Seit 2006 ist Stella Rossa tipp3 als Verein im österreichischen Vereinsregister aufgenommen und ist seit 2007 als erster offizieller Futsal-Verein beim Österreichischen Fußball-Bund ÖFB Mitglied. Zu den größten Erfolgen der Mannschaft zählen der Meistertitel der ersten Österreichischen Futsal-Bundesliga (2006/07), sowie der Gewinn der österreichischen Beachsoccer Meisterschaft (2004) und ein dritter Platz beim Schweizer Beachsoccer-Masters (2003).

## Geschichte
Gründer von Stella Rossa war Ristovski Aleksandar 1998. Damals trat der Verein erstmals beim Street Soccer Cup in Wien als Stella Rossa an.
In den folgenden Jahren kam es zu immer mehr Turnierteilnahmen, vorwiegend bei Beach Soccer Turnieren. 2004 gelang es erstmals – nach mehrmaligen zweiten Plätzen – die Beach Soccer Meisterschaft zu gewinnen. Diese wird in Österreich nicht in einem Meisterschaftssystem, sondern nach mehreren Qualifikationsturnieren in einem Masters ausgespielt. Der Verein etablierte sich in den Jahren zu einer nationalen Beach Soccer Größe und konnte auch international Erfolge feiern (Schweizer und deutsches Masters). Einige der Spieler schafften auch den Sprung in das Beach Soccer Nationalteam.
Futsal entwickelte sich erst in den letzten Jahren in Österreich zu einem ernstzunehmenden Sport. Bei der ersten österreichischen Futsal Bundesliga (2006/07) gewann Stella Rossa ohne Niederlage die Meisterschaft.

## Erfolge

### Nationale Futsal-Erfolge
- Bundesliga-Meister: 2006/07, 2009/10, 2010/11, 2012/13, 2014/15
- Cupsieger: 2008, 2009, 2010, 2011
- Ligapokalsieger: 2008, 2009, 2010, 2011
- Supercupsieger: 2010, 2011, 2012

### Internationale Futsal-Erfolge
- 2. Platz der Preliminary Round und Gastgeber der Gruppe D beim UEFA Futsal-Cup (6 Punkte aus 3 Spielen) (2007)
- 3. Platz der Preliminary Round und Gastgeber der Gruppe C beim UEFA Futsal-Cup (2010)

### Nationale Beachsoccer-Erfolge
- Meister: 2004
- Vizemeister: 1999, 2000, 2001, 2005

## Bekannte Spieler
- Thomas Flögel (FK Austria Wien, Heart of Midlothian, ö. Nationalteam)
- Ilco Naumoski (Grazer AK, SV Mattersburg, mazedonisches Nationalteam)
- Jürgen Leitner (FK Austria Wien, Xanthi, ö. Nationalteam)
- Herbert Gager (SK Rapid Wien, FK Austria Wien)
- Markus Aigner (DSV Leoben)
- Mario Konrad (LASK Linz, Rapid Wien, SCR Altach)
- Murat Topal (Fenerbahçe Istanbul, SK Sturm Graz)
- Amir Bradaric (SC-ESV Parndorf 1919)
- Thomas Darasz (FK Austria Wien)
- Markus Pistrol (FK Austria Wien, DSV Leoben, LASK Linz)
- Denis Rizvanović (First Vienna FC 1894, VB Sports Club, 1. Simmeringer SC)
- Gregor Klingenbrunner (Vorwärts Steyr, First Vienna FC 1894)